# Všechlapy (district de Benešov)
Pour les articles homonymes, voir Všechlapy.
Všechlapy (en allemand : Wschechlap) est une commune du district de Benešov, dans la région de Bohême-Centrale, en République tchèque. Sa population s'élevait à 107 habitants en 2020.

## Géographie
Všechlapy se trouve à 17 km au sud-sud-est de Benešov et à 48 km au sud-est de Prague.
La commune est limitée par Divišov à l'ouest et au nord, par Český Šternberk au nord, par Divišov et Psáře à l'est, et par Libež au sud.

## Histoire
La première mention écrite de la localité date de 1378.